# Trencanous americà
El trencanous americà o trencanous de Clark (Nucifraga columbiana) és el representant americà del gènere Nucifraga, que inclou a dues espècies de còrvids dels boscos freds i temperats de l'hemisferi nord. Aquesta espècie es troba des del Canadà fins al nord de Mèxic.